# 命燃えて (劇作品)
『命燃えて』（いのちもえて）は、渡辺淳一の小説『花埋み』を基にし、1998年に新橋演舞場にて初公演された演劇作品である。

## 概要
日本最初の女性医師、荻野吟子の生涯を題材とした作品。1998年10月、松竹特別公演『命燃えて・女医1号・荻野吟子』として、主演・三田佳子で新橋演舞場にて公演した。

## キャスト
- 三田佳子 - 主演
- 石原良純
- 横内正
- 金田龍之介
- 中村彰男
- 加納朋之
- ホリ・ヒロシ
- 金田拓三